# 대한민국 민사소송법 제34조
대한민국 민사소송법 제34조는 관할위반 또는 재량에 따른 이송에 대한 민사소송법 조문이다.

## 조문
제34조(관할위반 또는 재량에 따른 이송) ① 법원은 소송의 전부 또는 일부에 대하여 관할권이 없다고 인정하는 경우에는 결정으로 이를 관할법원에 이송한다.

②지방법원 단독판사는 소송에 대하여 관할권이 있는 경우라도 상당하다고 인정하면 직권 또는 당사자의 신청에 따른 결정으로 소송의 전부 또는 일부를 같은 지방법원 합의부에 이송할 수 있다.

③지방법원 합의부는 소송에 대하여 관할권이 없는 경우라도 상당하다고 인정하면 직권으로 또는 당사자의 신청에 따라 소송의 전부 또는 일부를 스스로 심리·재판할 수 있다.

④전속관할이 정하여진 소에 대하여는 제2항 및 제3항의 규정을 적용하지 아니한다.

## 비교 조문
일본 민사소송법 제16조(관할 차이의 경우의 취급) 1. 법원은 소송의 전부 또는 일부가 그 관할에 속하지 아니하다고 인정하는 때에는 신청에 의하여 또는 직권으로 이를 관할 법원에 이송한다.
2 지방법원은 소송이 그 관할 구역 내의 간이 재판소의 관할에 속하는 경우에도 상당하다고 인정하는 때에는 전항의 규정에 관계없이 신청에 의하여 또는 직권으로 소송의 전부 또는 일부에 대하여 스스로 심리 및 재판을 할 수 있다. 그러나 소송이 그 간이 재판소의 전속 관할 (당사자가 제11조 규정에 의하여 합의에서 정한 것을 제외한다)에 속하는 경우에는 그러하지 아니하다.

## 같이 보기
- 관할
- 이송